# Тревенен, Джеймс
Джеймс Тревенен (Яков Иванович Тревенен) (англ. James Trevenen; 1 января 1760 — 23 июня (4 июля) 1790) — офицер Королевского военно-морского флота Великобритании (1776—1787) и Российского императорского флота (1787—1790).

## Биография
Родился 1 января 1760 года в Корнуолле, Англия.
Получил образование в Королевской военно-морской академии в Портсмуте, откуда был в 1776 году выпущен мичманом и попал на флагманский корабль HMS Resolution под командованием Джеймса Кука, где служил топографом и штурманом. Участвовал в третьем кругосветном плавании Кука (1776—1779 годы).
По окончании плавания в 1780 году Тревенен получил звание лейтенанта и служил у Джона Монтегю. Затем перешёл на службу к Джеймсу Кингу, где находился до окончания войны за независимость США (1783 год).
В 1787 году пытался поступить на службу в Британское Адмиралтейство. Получив отказ, Тревенен решил посвятить себя морским путешествиям, составил маршрут путешествия между Камчаткой, Японией и Северным Китаем. Этот план стал известен Екатерине II, которая, проявив к нему интерес, послала своего офицера в Англию, чтобы пригласить Тревенена в Россию для реализации его намерения. Эту запланированную операцию называют экспедицией Муловского, по имени её руководителя Г. И. Муловского.
В конце 1787 года Тревенен прибыл в Санкт-Петербург, но планы экспедиции были прерваны начавшейся русско-турецкой войной. Поступил на службу в Российский императорский флот, приняв командование линейным кораблем в Балтийском море. Участвовал в Русско-шведской войне, получив несколько наград и «за усердные труды в хранении со вверенной эскадрой поста при Гангуте» чин капитана 1-го ранга.
Погиб во время этой войны под Выборгом 4 июля 1790 года. C почестями похоронен в Кронштадте 9 августа.

### Сражения
В битве в районе острова Гогланд (Финский залив) Тревенен командовал 66-пушечным линейным кораблём «Родислав». 7 сентября того же года он командовал отрядом из четырёх линейных кораблей и пяти фрегатов, которые захватили береговые батареи в Барезунде.
В битве в Выборгском заливе в июле 1790 года командовал 66-пушечным кораблём «Не тронь меня» и был смертельно ранен вражеским огнём.

## Награды
- Награждён орденом Св. Георгия 4-й степени (№ 537 (259); 25 июля 1788).
- Золотая шпага с надписью «За храбрость» (1789).